# Omobranchus fasciolatus
Omobranchus fasciolatus es una especie de pez de la familia Blenniidae en el orden de los Perciformes.

## Morfología
• Los machos pueden llegar alcanzar los 6,8 cm de longitud total.

## Reproducción
Es ovíparo.

## Hábitat
Es un pez de mar y de clima tropical.

## Distribución geográfica
Se encuentra desde el Mar Rojo hasta Inhambane (Mozambique) y el Golfo Pérsico.